# 에이브러햄 키비워트
에이브러햄 키비워트(영어: Abraham Kibiwot, 1996년 6월 4일~)는 케냐의 육상 선수로 주 종목은 장애물달리기이다. 2024년 하계 올림픽 남자 3000m 장애물 종목 동메달을 획득했으며 세계 선수권 대회에서 동메달 1개를 획득했다.